# Joseph Benno von Kreittmayr
Joseph Benno von Kreittmayr (* 10. Dezember 1710; † 27. August 1757), ein Bruder von Wiguläus von Kreittmayr, war in München Bürgermeister in den Jahren 1752 und 1757 und Stadtoberrichter.

## Biografie
Joseph Benno war Sohn des Hofgerichtsadvokaten Franz Xaver Wiguleus Kreittmayr und der Maria Barbara Dägn. Er hatte fünfzehn Geschwister, darunter Wiguläus von Kreittmayr und Generosa Kreittmayr, Äbtissin des Klosters Geisenfeld. Emmerich Däger war sein Cousin.
Joseph Benno besuchte das Gymnasium der Jesuiten in der Alten Akademie in München (heute: Wilhelmsgymnasium München).
1745 wurde er gemeinsam mit seinem Bruder Wiguläus in den erblichen Freiherrenstand erhoben
Vom 30. Januar 1751 bis zum 6. März 1756 war er sogenannter Landaufschläger des Rentamtes München, wo er bis zu seinem Tod Landsteurer war. Die Bürgermeisterjahre 1752 und 1757 verstehen sich wohl zusätzlich. 1754 wurde seine Wahl zum Bürgermeister landesherrlich mit „unßeren besonders gnädigsten gefahlen“ bestätigt. Daneben war er zu einem unbekannten Zeitpunkt Stadtoberrichter von München.
Joseph Benno hatte sieben Töchter, möglicherweise auch Söhne. Vier seiner Töchter gingen ins Kloster: Alexia Kreittmayr wurde Chorfrau im Kloster Geisenfeld, zwei wurden Benediktinerinnen „bei den Frauen in Kühbach und auf dem Lilienberg“, und die jüngste Servitin in München (Klosterkirche: Herzogspitalkirche)
Joseph Benno starb 1757, in seinem zweiten Jahr als Bürgermeister, im Alter von 46 Jahren.